# 자본금
자본금(資本金, Capital Stock)은 주식회사 등의 기업을 설립할 때 투자자, 즉 주주들이 출자하는 금액을 기준으로 하여 계산한 일정한 액수를 말한다. 또는 어떤 사업 등을 행하는 경우에 필요한 재원을 말할 때도 있다.
자본은 원칙적으로 사원(社員)의 출자에 의하여 이루어지는 일정한 기금인 재산상의 수액(數額)이며, 회사재산을 회사에 보유시키는 최소한도를 표시하는 것이다. 자본은 회사가 현실적으로 보유하는 재산과는 다르다. 재산은 물가의 변동에 따라 변동하지만 자본은 신주(新株)발행, 자본감소 등에 의한 일정한 절차에 의해서 변경되지 않는 한, 일정불변한 것이다. 환언하면 자본은 회사가 보유함을 요하는 이상적 재산액 이외의 것이 아니다.
자본은 회사·주주·회사채권자의 입장에서 각각 다음과 같은 뜻을 갖는다. (1) 회사에 대하여는 성립의 기초가 되며, 존속중 자본충실을 위해 유지해야 할 순재산의 규범적 기준이 된다. 주식회사에서는 회사의 재산만이 회사채무의 담보가 되고 자본은 그 담보의 기준이 되는 것이므로 인적회사처럼 사원의 구성만으로는 성립할 수 없고 목적사업을 위한 기본재산을 갖추어야 그 성립이 가능하다. 성립 후 사업의 계속중에도 이익의 처분 기타 재산관리의 규점적 기준이 된다. (2) 주주에 대하여는 출자액을 뜻하며 책임의 한계를 뜻한다. 한편 주주는 보유주식을 통하여 회사재산을 경제적으로 소유하고 지배하며 법적으로 각종 권리를 행사하는데, 그와 같은 권리의 크기는 주식의 소유를 통한 각자의 출자가 자본에서 차지하는 비율에 의해 결정된다. (3) 회사채권자에 대하여는 회사신용도의 공시적 기능을 한다. 주식회사에서는 주주가 주식의 인수가액을 한도로 책임을 질 뿐이므로 회사채권자에게 담보가 되는 것은 회사의 재산뿐이다. 재산이란 것은 증감변동이 심하고 결산기 이외에는 외부에서 쉽게 인식할 수 있는 것도 아니다. 그러나 자본은 증감절차를 밟기 전에는 불변이고 회사가 보유하여야 할 기준재산이므로 자산을 토대로 회사의 대강의 신용을 짐작할 수 있으며, 또 결산기에는 자본을 기준으로 이익 또는 손실이 산출되므로 수익성의 현황이나 전망도 판단할 수 있는 것이다.

## 자본금에 관한 제원칙

### 자본 확정의 원칙
회사의 설립에 있어서 자본을 정관에서 확정할 뿐만 아니라 자본총액에 상당하는 주식인수(株式引受) 또는 출자인수(出資引受)에 의하여 출자자가 확정되는 것을 필요로 하는 주의를 말한다. 자본이 회사채권자에 대한 유일한 담보가 되어 있는 물적회사에 있어서 인정된다. 독일의 종래 유한회사법과 상법은 이 원칙에 따르고 있으나, 영미법에서는 창립주의에 의하여 이 원칙을 채택하지 않는다. 우리 「상법」에서는 수권자본제를 채택한 결과, 자본액은 정관에서 확정되지 않는다. 그러나 1주의 금액과 회사의 설립시에 발행하는 주식총수는 정관에서 확정되므로(상법 제289조1항), 이 한도에서 자본확정의 원칙이 인정되고 있다.

### 자본 충실의 원칙
자본은 회사가 보유할 최소한도의 재산액이므로 그것은 단순한 명목상의 금액으로 머물 것이 아니라 회사는 자본액에 상당하는 재산을 현실로 보유할 필요가 있다. 이것을 자본충실(또는 유지)의 원칙이라고 한다. 이것은 주식회사에 관해서 인정되는 원칙인데, 주식회사에 있어서는 회사의 재산이 회사채권자의 유일한 담보인데에 인정되는 원칙이다. 상법은 이 원칙에 기한 많은 규정을 두고 있다. 주식의 액면 미달 발행의 제한(330조), 인수가액(引受價額)의 전납주의(295, 305조, 421조), 현물출자 기타 변태설립 사항의 엄격한 단속(290조, 294조, 313조), 발기인 또는 이사의 인수·납입담보의 책임(321조, 428조), 주식의 납입에 관한 상계(相計)금지(334조), 회사의 순재산액으로부터 자본액 및 준비금액을 공제한 후가 아니면 이익배당을 허용하지 않는 것(462조) 및 이익의 일부를 법정준비금으로 적립시키는 것(458-460조) 등이 이것이다.

### 자본 불변의 원칙
자본불변의 원칙이라고 하는 것은 주식회사의 자본액이 일단 확정되고 나면 법정의 절차에 의하지 않고서는 감소하는 것을 허용하지 않는다는 원칙이다. 즉 자본은 회사가 보유하지 않으면 안 될 재산액이며, 회사채권자에게 있어서는 회사재산만이 그 담보인데, 회사가 보유해야 할 재산액이 자유로이 감소되어서는 회사채권자의 이익을 해칠 우려가 있기 때문이다. 구(舊) 상법에 의해서는 자본의 변경은 정관변경사항의 한 가지였으므로 자본의 증가까지 포함해서 자본불변의 원칙이 행하여졌지만 이후 수권자본제(授權資本制)가 채용되어, 자본의 증가는 이사회의 결의에 의해서 신주를 발행할 때마다 행하여지게 되었으므로 현재에 있어서는 자본불변의 원칙은 자본의 감소의 경우에만 해당되는 원칙이 되었다.

## 수권자본제
주식회사가 설립시의 정관에서 발행예정주식을 정하고 그 일부분을 설립시에 발행하고 나머지 주식은 설립 후 회사의 필요에 따라서 이사회의 결의로 적당히 분할해서 발행할 수 있는 제도이다. 이 제도는 1962년에 공포된 새 상법에서 비로소 채용된 것이다. 새 상법 제정 전의 구 상법에서는 주식회사의 설립에는 정관에 자본총액을 기재하고, 이 자본에 대응하는 주식 총수가 인수될 것을 요하였다. 그러나 수권자본제에 의하면 회사가 발행을 예정하는 주식 총수만을 정관에 기재하고 이 주식 총수의 인수는 필요하지 않다. 다만 회사 설립시에는 발행예정 주식 총수의 1/4 이상을 발행함을 요하고(189조 2항), 나머지 주식에 관해서는 이사회의 결의에 의하여 이른바 신주발행의 절차에 의해서 발행할 수가 있다(416조). 그러므로 이 제도는 회사의 설립을 용이하게 하고 또한 증자(增資)에 있어서 정관변경 기타의 복잡한 절차를 밟을 필요가 없으므로 자본조달에 편리하다. 주식회사가 발행한 주식 총수에 관해서는 법률상 제한이 없으나 다만 설립시에 발행하는 주식 총수의 4배 이하일 것(289조 2항 참조) 및 설립 후의 정관변경에 의해서 주식을 증가하는 경우도 발행주식 총수의 4배를 초과하지 못한다는 제한(437조)이 있다.

## 대한민국 상법
대한민국 상법에서는 현재 발행된 주식의 액면총액(額面總額)으로 한다고 규정되어 있다. 상환주식이 발행되어 상환된 경우를 제외하고는 발행주식총수×액면가로 나타낸다. 회사의 자본액의 최대한은 제한이 없으나 그 최저한은 특정 종류의 기업, 예를 들면 은행·신탁 또는 보험 등에 대해서는 특별법으로 제한을 두고 있으나 일반적으로는 직접적인 제한은 없다. 상법개정전에는 주식회사의 발기인은 3인 이상임을 요하고(대한민국 상법 제288조, 1995년 12월 29일 개정), 1주의 금액은 5,000원 이상이어야 한다고 규정하였으나,(대한민국 상법 제329조). 현행 상법은 발기인의 수를 제한하지 않고(대한민국 상법 제288조), 5,000원이라는 1주의 최저금액 관련 조항도 삭제하였다(대한민국 상법 제329조 제1항은 2009년 5월 28일 개정으로 삭제됨).
대한민국 상법 제451조 규정에 대한 예외로 상환주식의 상환(대한민국 상법 제345조)과 주식의 이익소각(대한민국 상법 제343조 단서)이 있다.(→상세한 것은 주식 참조)
자본은 이익배당의 결정에 있어서의 공제액(控除額)이 되고 있다.(대한민국 상법 제462조 제1항 1호) 이리하여 자본액은 공시의 필요에서 등기사항으로 되어 있다.(대한민국 상법 제317조 2항 2호)

## 회계학상의 자본금
회계학에서의 자본금은 자본계정의 한 부분으로 우선주자본금과 보통주자본금으로 구분된다.
```
우선주자본금=발행우선주×우선주액면가
보통주자본금=발행보통주×보통주액면가
```

## 같이 보기
- 대한민국 상법 제451조 자본금
- 자본잠식